# Хайнрих IV (Каринтия)
Вижте пояснителната страница за други личности с името Хайнрих IV.
Хайнрих IV (на немски: Heinrich IV von Kärnten, * ок. 1065/1070, † 14 декември 1123) от род Спанхайми, е през 1122 – 1123 г. херцог на Каринтия и маркграф на Верона.

## Биография
Той е най-големият син на граф Енгелберт I фон Спанхайм († 1096) и Хедвиг от Саксония († 1112), дъщеря на херцог Бернхард II от род Билунги и на Еилика († 1056) от род Швайнфурти.
През 1122 г. Хайнрих IV наследява титлите херцог и маркграф след смъртта на неговия кръстник херцог Хайнрих III от Каринтия, последният от род Епенщайни, но не и неговата богата собственост, която отива на маркграфовете от Траунгау.
Хайнрих умира през 1123 г. една година след идването му на власт. Последван е от брат му Енгелберт († 1141).